# Karl Marx (Maler)
Karl Marx (* 21. Januar 1929 in Köln; † 27. Dezember 2008 ebenda) war ein deutscher Maler und bis 1986 Kunstprofessor an der TH Köln.

## Leben
Karl Marx musste schon als Gymnasiast für seinen Vater, einen Dekorateur, der nebenher malte und von seiner politischen Einstellung her „ein Linker“ war, dekorative Malerei und angewandte Grafik produzieren, was ihm die Liebe zur Kunst fast austrieb. Unter seinem Namen hatte er in der Zeit des Nationalsozialismus öfters schwer zu leiden. Sein Vater war es aber auch, der ihn in seinen Kunstplänen bestärkte. Er studierte von 1946 an zehn Semester freie Malerei an den Kölner Werkschulen, unter anderem bei Friedrich Vordemberge, wurde zum Meisterschüler ernannt und war anschließend zunächst freiberuflich im Rheinland tätig. 
1959 wurde er als Dozent an die Kölner Werkschulen berufen und später zum Professor für Malerei ernannt. 1971 wurden die Werkschulen Teil der Fachhochschule Köln, und Marx war von 1975 an ununterbrochen Dekan des Fachbereichs Kunst und Design. Er beendete seinen Hochschuldienst 1993, als der Studiengang Freie Kunst mit Gründung der Kunsthochschule für Medien Köln eingestellt wurde.

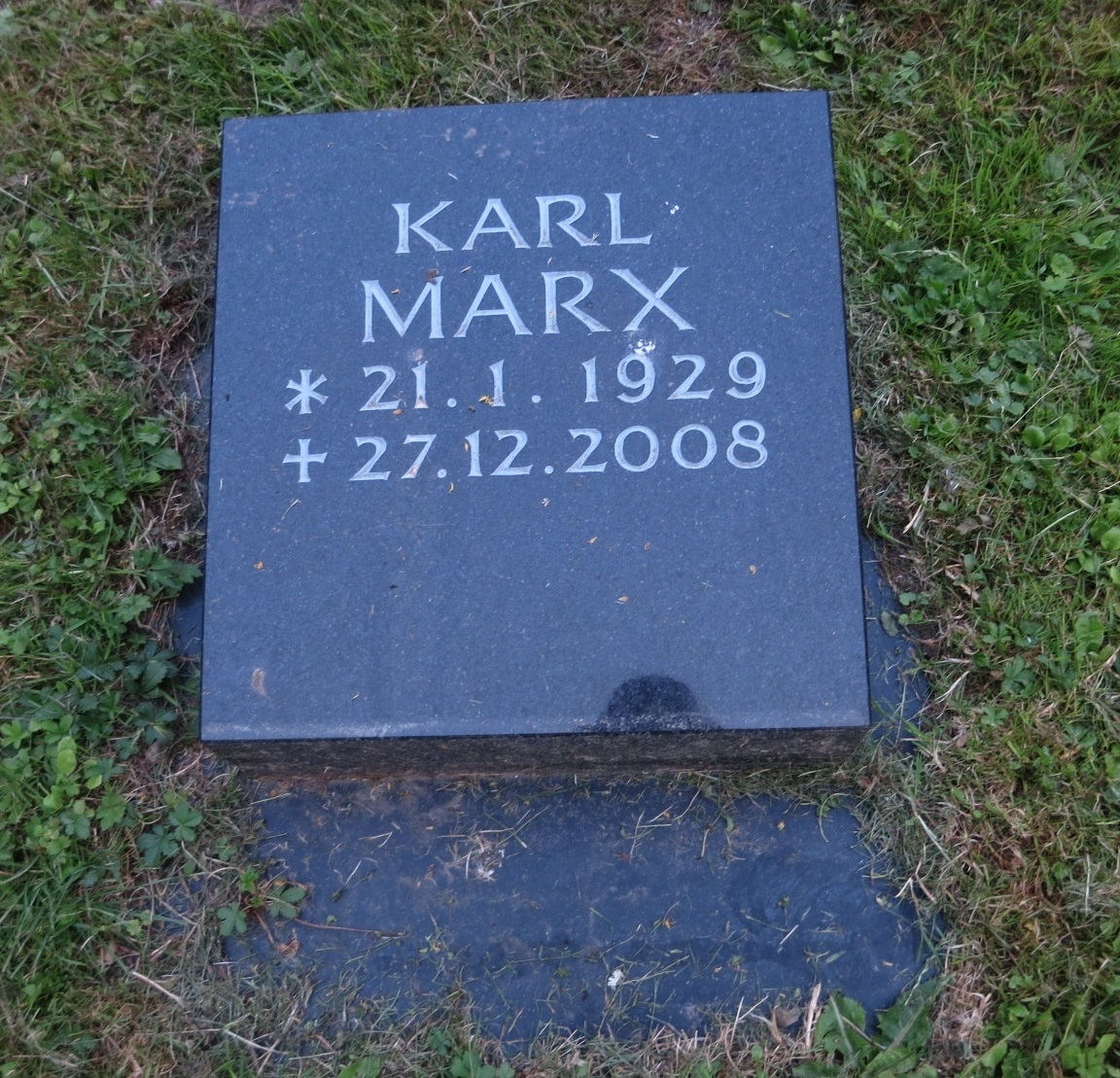
Grab Melaten-Friedhof (2015)

Marx arbeitete eher zurückgezogen, ohne öffentliches Aufsehen. Er legte großen Wert darauf, seine Studenten zu fördern und zu beraten:

„Meiner Meinung nach ist eine Lehre darüber, wie Kunst zu sein hat, überhaupt nicht möglich, da es das Berufsbild eines Künstlers nicht gibt, kann es sich nie um ‚Ausbildung‘ handeln, sondern höchstens um die ‚Bildung hin zu einer Persönlichkeit‘, die befähigt ist, sensibel auf Umwelteinflüsse zu reagieren.“

Marx starb 2008 im Alter von 79 Jahren. Seine Grabstätte befindet sich auf dem Kölner Friedhof Melaten (Flur 8 (R1)).

## Werk
Marx entfernte sich im Laufe der Zeit etwas von seinen expressionistischen Wurzeln und entwickelte eine eigene „neo-fauvistische“ Stilrichtung und wurde so Mit-Wegbereiter der Neuen Wilden in Köln. Zentrales Motiv in seinen aufwühlenden Gemälden ist die Darstellung menschlicher Körper zwischen Lust und Leid, in tabuloser Direktheit und detailliert dargestellter Brutalität. 
Von 2005 bis 2008 arbeitete Marx an einem gewaltigen, aus zahlreichen Gemälden, Zeichnungen und Collagen bestehenden Zyklus über Théodore Géricaults Meisterwerk Das Floß der Medusa. Eine Auswahl daraus hatte das Rheinische Landesmuseum Bonn bereits von Januar bis April 2009 ausgestellt, nachdem bereits 1981 eine große Retrospektive unter dem Titel Karl Marx. Frühe Bilder aus den Jahren 1951 bis 1981 in Bonn gezeigt worden war.
Ein Teil des künstlerischen Nachlasses von Karl Marx befindet sich im Künstler:innenarchiv der Stiftung Kunstfonds, sein schriftlicher Nachlass liegt im Rheinischen Archiv für Künstlernachlässe in Bonn.

## Ausstellungen (Auswahl)
- 1982: Kunstmuseum Joanneum Graz
- 1985: Wilhelm Hack-Museum Ludwigshafen am Rhein
- 1986: Kunsthalle Köln
- 1988: Staatliche Kunsthalle Berlin
- 1988: Staatliche Kunsthalle Rostock
- 1988: Kunsthalle Köln
- 1994: Kunsthalle Düsseldorf

## Auszeichnungen
- 1989: Kunstpreis der Künstler, Düsseldorf